# Bataille d'Elandslaagte
Seconde guerre des Boers
Batailles
Raid Jameson (décembre 1895 - janvier 1896)
- Doornkop

Front ouest (octobre 1899 - juin 1900)
- Kraaipan
- Belmont
- Graspan
- Modder River
- Stormberg
- Magersfontein
- Kimberley
- Paardeberg
- Poplar Grove
- Driefontein
- Sand River
- Mafeking
- Doornkop
- Biddulphsberg
- Lindley
- Diamond Hill

Front est (octobre 1899 - août 1900)
- Talana Hill
- Elandslaagte
- Rietfontein
- Bataille de Ladysmith
- Colenso
- Spion Kop
- Vaal Krantz
- Siège de Ladysmith
- Libération de Ladysmith
- Bergendal

Raids et guérillas (mars 1900 - mai 1902)
- Sanna's Post
- Mostertshoek
- Jammerbergdrift
- Roodewal
- Bothaville
- Leliefontein
- Nooitgedacht
- Vlakfontein
- Groenkloof
- Elands River
- Bloedrivier Poort
- Bakenlaagte
- Groenkop
- Tweebosch
- Rooiwal

La bataille d'Elandslaage fut une bataille de la seconde guerre des Boers qui se déroula à Elandslaage (en), et l'une des seules victoires tactiques nettes gagnée par l'Empire britannique dans ce conflit. Ils se retirèrent cependant peu après, perdant ainsi l'avantage gagné.

## Prélude

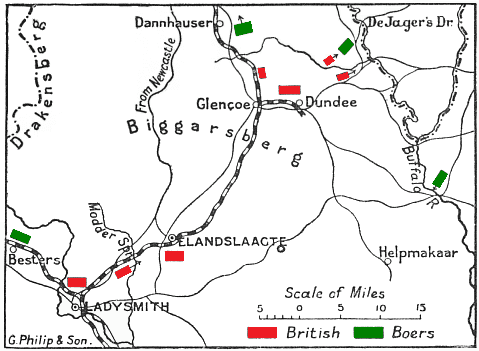
Carte de la région pendant les affrontements

Quand les Boers envahirent le Natal, une force commandée par le général Kock (comprenant essentiellement des hommes du Kommando Johannesburg, ainsi qu'un détachement de volontaires allemands) occupa la gare ferroviaire d'Elandslaagte le 19 octobre 1899, interrompant ainsi les communications avec les forces britanniques stationnées à Ladysmith et celles de Dundee. Apprenant la coupure du télégraphe, le général George White envoya sa cavalerie sous le commandement du général-major John French pour reprendre la gare.
Arrivé peu après l'aube du 21 octobre, French trouva les forces boers en nombre, armées notamment de deux canons. Il télégraphia à Ladysmith pour obtenir des renforts, qui arrivèrent rapidement à proximité par le train.

## La bataille

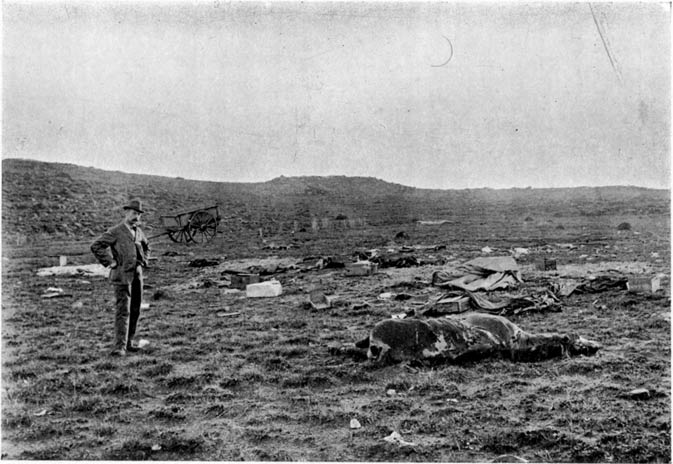
Le champ de bataille

Alors que trois canons britanniques bombardaient les positions boers, le premier bataillon, le régiment du Devonshire avança en terrain couvert, l'attaque principale, commandée par le colonel Ian Hamilton (1er bataillon, the Manchester Regiment, le 2e bataillon, les Gordon Highlanders et l’Imperial Light Horse) enroba le flanc gauche des Boers. Le ciel tourna à l'orage et la tempête éclata lorsque les Britanniques lancèrent l'attaque. De plus l'infanterie fut entravée par des barbelés laissés par les Boers, faisant de l'infanterie britannique une cible facile. Cependant, ils parvinrent à couper ces barbelés et à occuper la position boer.
Certains groupes de Boers présentèrent des drapeaux blancs alors que le général Kock, en habits du dimanche, lança une contre-attaque. Il repoussa les Britanniques dans la confusion, mais ceux-ci se reprirent sous l'impulsion de Hamilton, ainsi que de musiciens des Manchesters et des Gordons. Kock et les siens trouvèrent la mort dans les combats.
Alors que les rescapés boers enfourchaient leur monture, deux escadrons de cavalerie britannique (des 5th Royal Irish Lancers et des 5th Dragoon Guards) les chargèrent avec lances et sabres. Ce fut la seule charge de cavalerie légère de la guerre. Le colonel Chisholme y fut tué, en chargeant à la tête de ses hommes.

## Suites
Le chemin était désormais dégagé pour rejoindre les forces encerclées à Dundee, mais Sir George White craignait que 10 000 Boers de l'État libre d'Orange attaquent Ladysmith, demanda aux hommes d'Elandslaagte de revenir en ville. Les Britanniques étaient fatigués et de nombreux officiers furent tués lors du cafouillage de la retraite. Les hommes de Dundee se retrouvèrent alors isolés et durent quitter la ville vers Ladysmith peu après leur victoire de Talana Hill.

## Les canons boers capturés
Les deux canons boers tombés aux mains des Britanniques, étaient en fait britanniques quatre ans auparavant. Les Boers les avaient à l'origine saisis à l'issue du Raid Jameson.